# Espéchède
Espéchède est une commune française, située dans le département des Pyrénées-Atlantiques en région Nouvelle-Aquitaine.

## Géographie

### Localisation
La commune d'Espéchède se trouve dans le département des Pyrénées-Atlantiques, en région Nouvelle-Aquitaine.
Elle se situe à 18,4 km par la route de Pau, préfecture du département, et à 8,7 km de Morlaàs, bureau centralisateur du canton du Pays de Morlaàs et du Montanérès dont dépend la commune depuis 2015 pour les élections départementales. 
La commune fait en outre partie du bassin de vie de Pau.
Les communes les plus proches sont : 
Arrien (2,3 km), Sedzère (2,7 km), Lourenties (3,6 km), Ouillon (3,6 km), Urost (3,7 km), Eslourenties-Daban (3,8 km), Andoins (4,0 km), Lombia (4,2 km).
Sur le plan historique et culturel, Espéchède fait partie de la province du Béarn, qui fut également un État et qui présente une unité historique et culturelle à laquelle s’oppose une diversité frappante de paysages au relief tourmenté.

### Communes limitrophes
Les communes limitrophes sont  Andoins, Arrien, Gabaston, Limendous, Lourenties, Ouillon et Sedzère.
| Gabaston | Sedzère   |            |
| Ouillon  | Espéchède | Arrien     |
| Andoins  | Limendous | Lourenties |

### Hydrographie

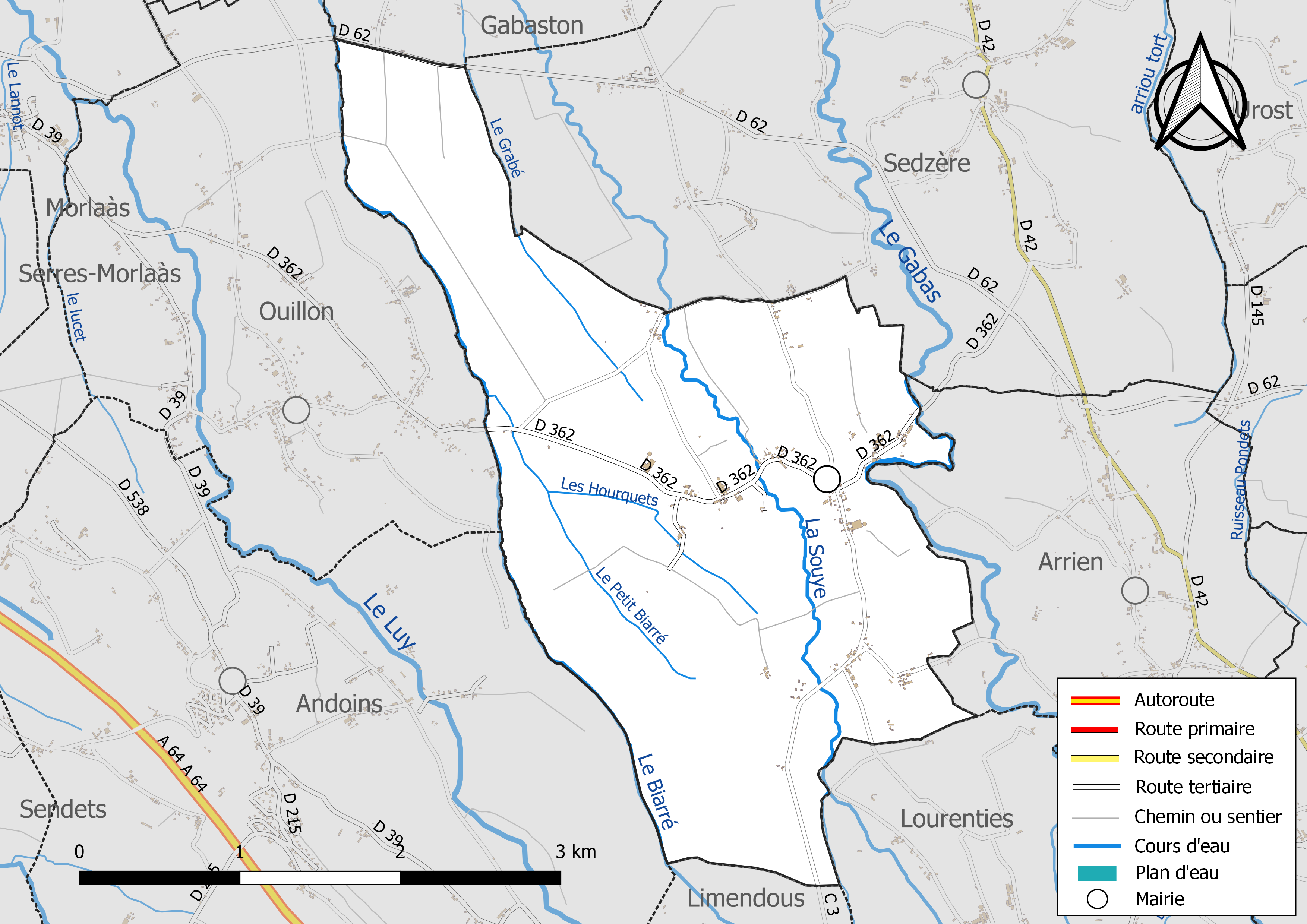
Réseaux hydrographique et routier d'Espéchède.

La commune est drainée par le Gabas, la Souye, le Biarré, le Grabé, le Petit Biarré, Les Hourquets, et par divers petits cours d'eau, constituant un réseau hydrographique de 13 km de longueur totale,.
Le Gabas, d'une longueur totale de 116,7 km, prend sa source dans la commune d'Ossun et s'écoule du sud-est vers le nord-ouest. Il traverse la commune et se jette dans l'Adour à Souprosse, après avoir traversé 43 communes.
La Souye, d'une longueur totale de 24,7 km, prend sa source dans la commune d'Espoey et s'écoule du sud-est vers le nord-ouest. Elle traverse la commune et se jette dans le Luy à Barinque, après avoir traversé 8 communes.
Le Biarré, d'une longueur totale de 10,9 km, prend sa source dans la commune de Limendous et s'écoule du sud-est vers le nord-ouest. Il traverse la commune et se jette dans la Souye à Gabaston, après avoir traversé 6 communes.

### Climat
Pour des articles plus généraux, voir Climat de la Nouvelle-Aquitaine et Climat des Pyrénées-Atlantiques.
Historiquement, la commune est exposée à un climat de montagne.  
En 2020, Météo-France publie une typologie des climats de la France métropolitaine dans laquelle la commune est toujours exposée à un climat de montagne et est dans la région climatique Pyrénées atlantiques, caractérisée par une pluviométrie élevée (>1 200 mm/an) en toutes saisons, des hivers très doux (7,5 °C en plaine) et des vents faibles.
Pour la période 1971-2000, la température annuelle moyenne est de 12,7 °C, avec une amplitude thermique annuelle de 14,6 °C. Le cumul annuel moyen de précipitations est de 1 183 mm, avec 11 jours de précipitations en janvier et 8 jours en juillet. Pour la période 1991-2020, la température moyenne annuelle observée sur la station météorologique la plus proche, située sur la commune de Ger à 13 km à vol d'oiseau, est de 12,4 °C et le cumul annuel moyen de précipitations est de 1 344,5 mm,. Pour l'avenir, les paramètres climatiques de la commune estimés pour 2050 selon différents scénarios d’émission de gaz à effet de serre sont consultables sur un site dédié publié par Météo-France en novembre 2022.

### Milieux naturels et biodiversité
Aucun espace naturel présentant un intérêt patrimonial n'est recensé sur la commune dans l'inventaire national du patrimoine naturel,,.

## Urbanisme

### Typologie
Au 1er janvier 2024, Espéchède est catégorisée commune rurale à habitat très dispersé, selon la nouvelle grille communale de densité à sept niveaux définie par l'Insee en 2022.
Elle est située hors unité urbaine. Par ailleurs la commune fait partie de l'aire d'attraction de Pau, dont elle est une commune de la couronne,. Cette aire, qui regroupe 227 communes, est catégorisée dans les aires de 200 000 à moins de 700 000 habitants,.

### Occupation des sols

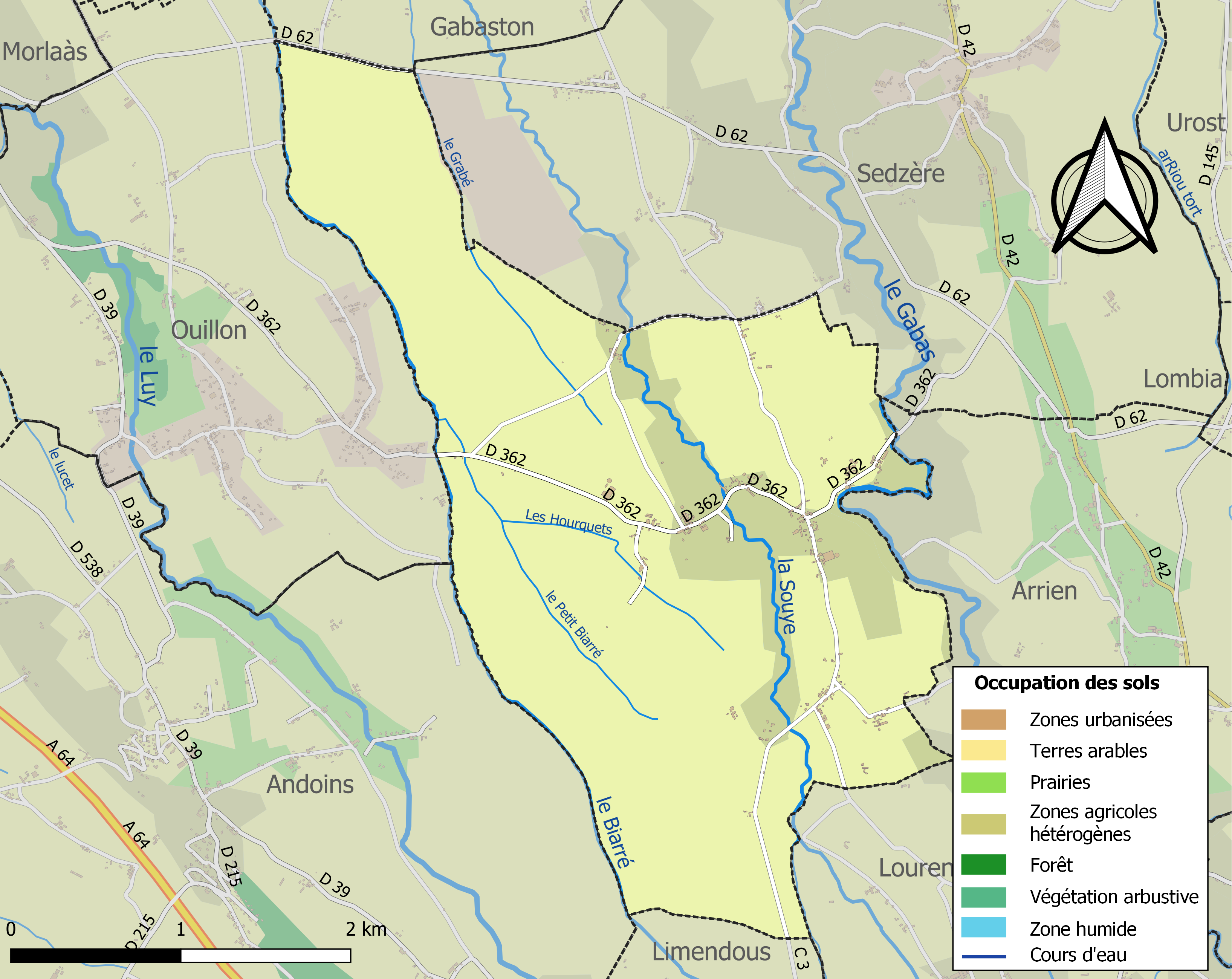
Carte des infrastructures et de l'occupation des sols de la commune en 2018 (CLC).

L'occupation des sols de la commune, telle qu'elle ressort de la base de données européenne d’occupation biophysique des sols Corine Land Cover (CLC), est marquée par l'importance des territoires agricoles (99,7 % en 2018), une proportion sensiblement équivalente à celle de 1990 (99,8 %). La répartition détaillée en 2018 est la suivante : 
terres arables (86 %), zones agricoles hétérogènes (13,7 %), zones industrielles ou commerciales et réseaux de communication (0,3 %). L'évolution de l’occupation des sols de la commune et de ses infrastructures peut être observée sur les différentes représentations cartographiques du territoire : la carte de Cassini (XVIIIe siècle), la carte d'état-major (1820-1866) et les cartes ou photos aériennes de l'IGN pour la période actuelle (1950 à aujourd'hui).

### Lieux-dits et hameaux
Le cartier Bernez se situe au sud du centre village.

### Voies de communication et transports
La commune est desservie par les routes départementales 62 et 362.

### Risques majeurs
Le territoire de la commune d'Espéchède est vulnérable à différents aléas naturels : météorologiques (tempête, orage, neige, grand froid, canicule ou sécheresse), inondations et séisme (sismicité moyenne). Il est également exposé à deux risques technologiques,  et  le risque industriel et la rupture d'un barrage. Un site publié par le BRGM permet d'évaluer simplement et rapidement les risques d'un bien localisé soit par son adresse soit par le numéro de sa parcelle.

#### Risques naturels
Certaines parties du territoire communal sont susceptibles d’être affectées par le risque d’inondation par une crue à  débordement lent de cours d'eau, notamment le Gabas, la Souye et le Biarré. La commune a été reconnue en état de catastrophe naturelle au titre des dommages causés par les inondations et coulées de boue survenues en 1982, 1993, 2007, 2009 et 2018,.

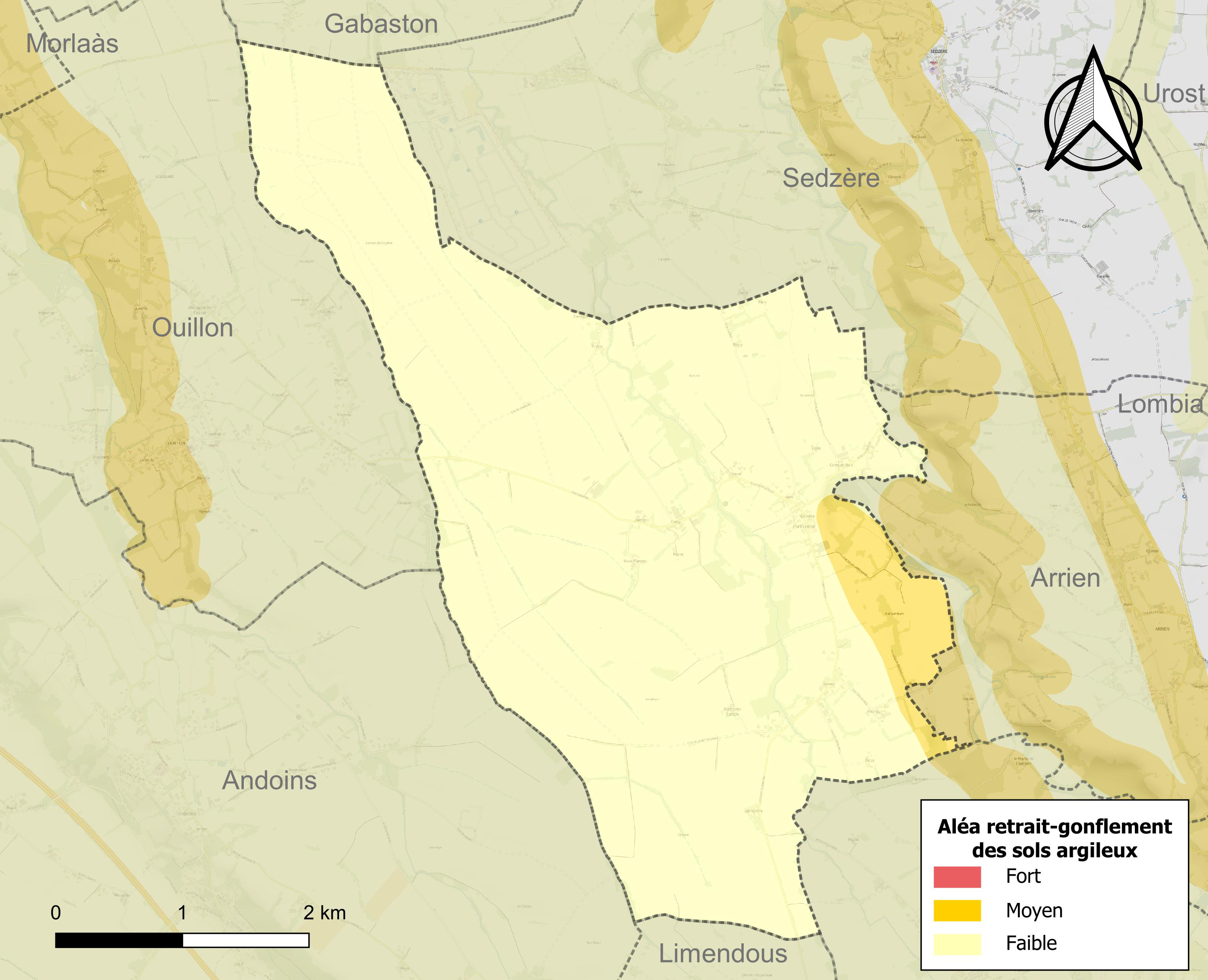
Carte des zones d'aléa retrait-gonflement des sols argileux d'Espéchède.

Le retrait-gonflement des sols argileux est susceptible d'engendrer des dommages importants aux bâtiments en cas d’alternance de périodes de sécheresse et de pluie. 5,3 % de la superficie communale est en aléa moyen ou fort (59 % au niveau départemental et 48,5 % au niveau national). Depuis le 1er octobre 2020, en application de la loi ELAN, différentes contraintes s'imposent aux vendeurs, maîtres d'ouvrages ou constructeurs de biens situés dans une zone classée en aléa moyen ou fort,.

#### Risques technologiques
La commune est exposée au risque industriel, car elle est dans le périmètre du plan de prévention des risques technologiques (PPRT) « Sedzère – Espechède – Gabaston - Ouillon » approuvé le 20 décembre 2018, hébergeant des entreprises soumises à la directive européenne SEVESO classées seuil haut,.
La commune est en outre située en aval de barrages de classe A. À ce titre elle est susceptible d’être touchée par l’onde de submersion consécutive à la rupture de cet ouvrage.

## Toponymie
Le toponyme Espéchède apparaît sous les formes 
Especede et Espexede (XIIe siècle pour ces deux formes, d'après Pierre de Marca), 
Expexede (1402, censier de Béarn), 
Speyxede, Spexede et Spechede (respectivement 1538, 1546 et 1675, réformation de Béarn).

## Histoire
Selon une légende le village a été créé par trois bergers de la vallée de Campan au XIIe siècle.
L'historien Paul Raymond note qu'en 1385, Espéchède comptait quatre feux et dépendait du bailliage de Pau.
La commune faisait partie de l'archidiaconé de Vic-Bilh, qui dépendait de l'évêché de Lescar et dont Lembeye était le chef-lieu.

## Politique et administration
| Période                                  | Période  | Identité            | Étiquette | Qualité |
| ---------------------------------------- | -------- | ------------------- | --------- | ------- |
| 1995                                     | 2008     | Jean-Claude Granget |           |         |
| 2008                                     | 2014     | Jean-Claude Granget |           |         |
| 2014                                     | 2020     | Régine Bergeret     |           |         |
| 2020                                     | en cours | Régine Bergeret     |           |         |
| Les données manquantes sont à compléter. |          |                     |           |         |

### Intercommunalité
Espéchède fait partie de trois structures intercommunales :
- la communauté de communes du Nord-Est Béarn ;
- le syndicat d'énergie des Pyrénées-Atlantiques ;
- le syndicat mixte d'eau et d'assainissement de la vallée de l'Ousse.

## Population et société

### Démographie
L'évolution du nombre d'habitants est connue à travers les recensements de la population effectués dans la commune depuis 1793. Pour les communes de moins de 10 000 habitants, une enquête de recensement portant sur toute la population est réalisée tous les cinq ans, les populations de référence des années intermédiaires étant quant à elles estimées par interpolation ou extrapolation. Pour la commune, le premier recensement exhaustif entrant dans le cadre du nouveau dispositif a été réalisé en 2007.

En 2022, la commune comptait 157 habitants, en évolution de +5,37 % par rapport à 2016 (Pyrénées-Atlantiques : +3,78 %, France hors Mayotte : +2,11 %).
| 1793 | 1800 | 1806 | 1821 | 1831 | 1836 | 1841 | 1846 | 1851 |
| ---- | ---- | ---- | ---- | ---- | ---- | ---- | ---- | ---- |
| 287  | 203  | 370  | 285  | 308  | 326  | 322  | 346  | 365  |

| 1856 | 1861 | 1866 | 1872 | 1876 | 1881 | 1886 | 1891 | 1896 |
| ---- | ---- | ---- | ---- | ---- | ---- | ---- | ---- | ---- |
| 378  | 399  | 346  | 346  | 348  | 405  | 413  | 403  | 401  |

| 1901 | 1906 | 1911 | 1921 | 1926 | 1931 | 1936 | 1946 | 1954 |
| ---- | ---- | ---- | ---- | ---- | ---- | ---- | ---- | ---- |
| 269  | 305  | 260  | 227  | 218  | 216  | 195  | 176  | 152  |

| 1962 | 1968 | 1975 | 1982 | 1990 | 1999 | 2006 | 2007 | 2012 |
| ---- | ---- | ---- | ---- | ---- | ---- | ---- | ---- | ---- |
| 153  | 156  | 157  | 141  | 152  | 142  | 152  | 153  | 161  |

| 2017 | 2022 | - | - | - | - | - | - | - |
| ---- | ---- | - | - | - | - | - | - | - |
| 142  | 157  | - | - | - | - | - | - | - |

Espechède fait partie de l'aire d'attraction de Pau.

## Culture locale et patrimoine

### Galerie

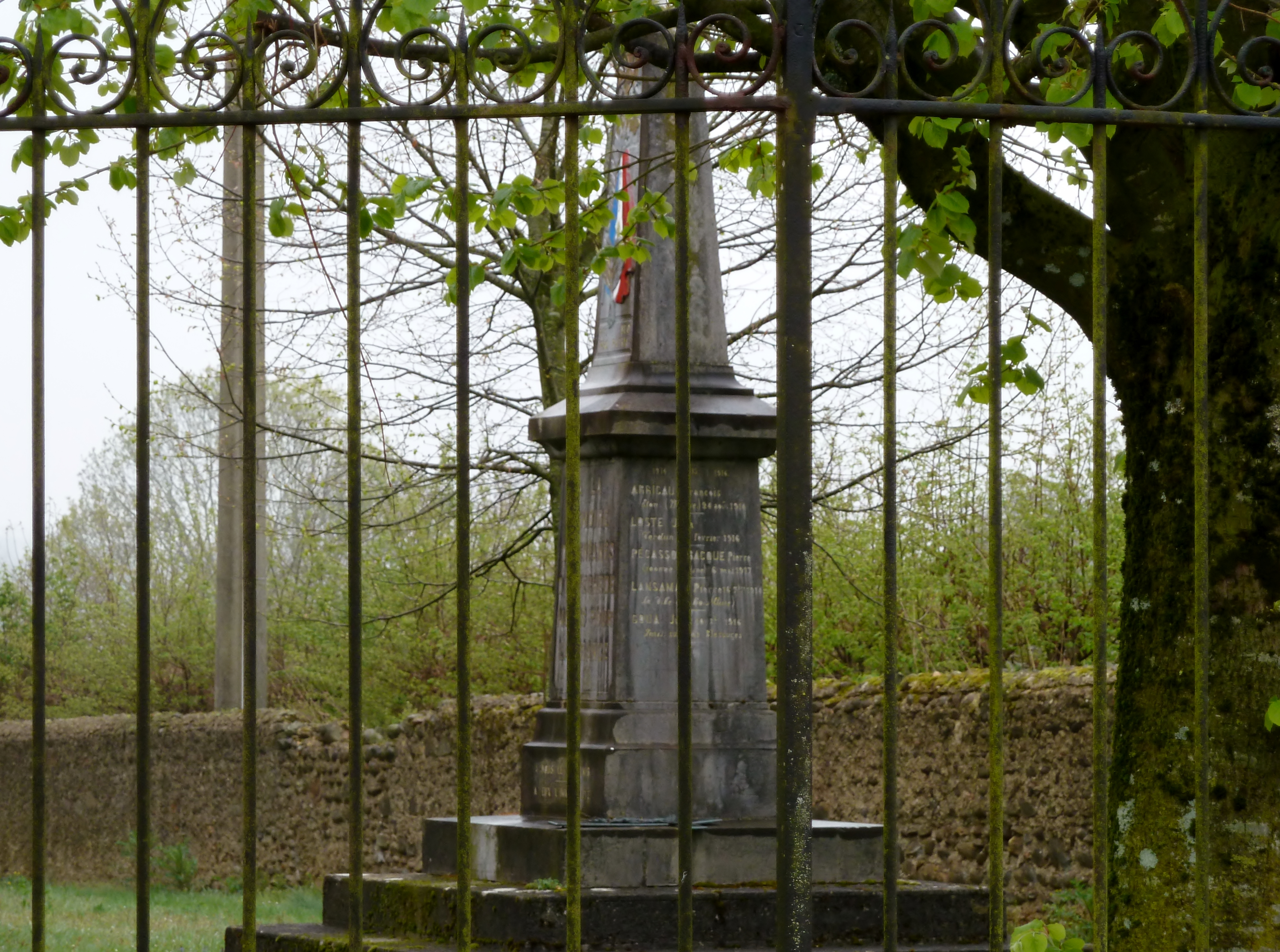
Le monument aux morts.
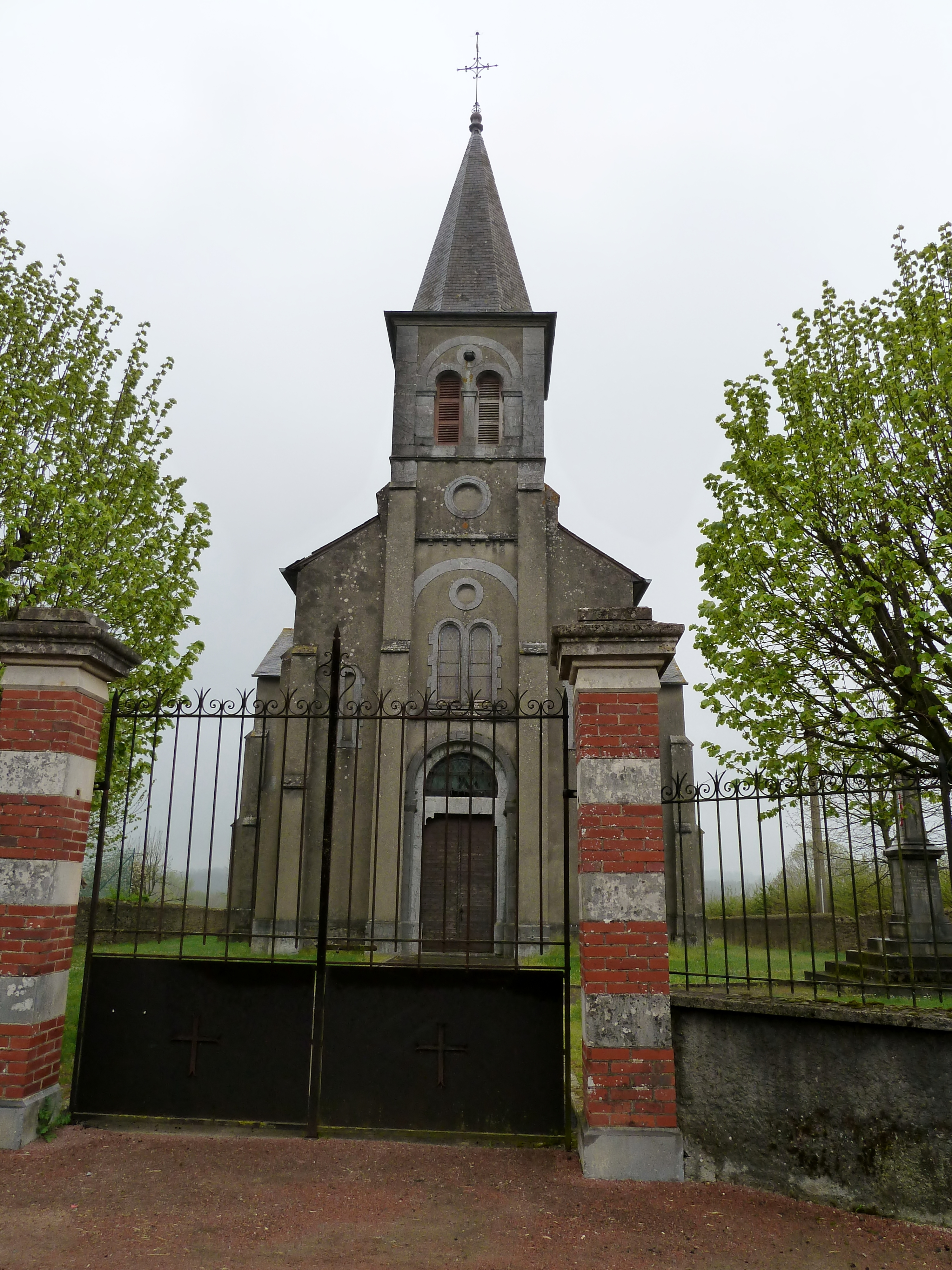
L'église Saint-Louis-Roi.
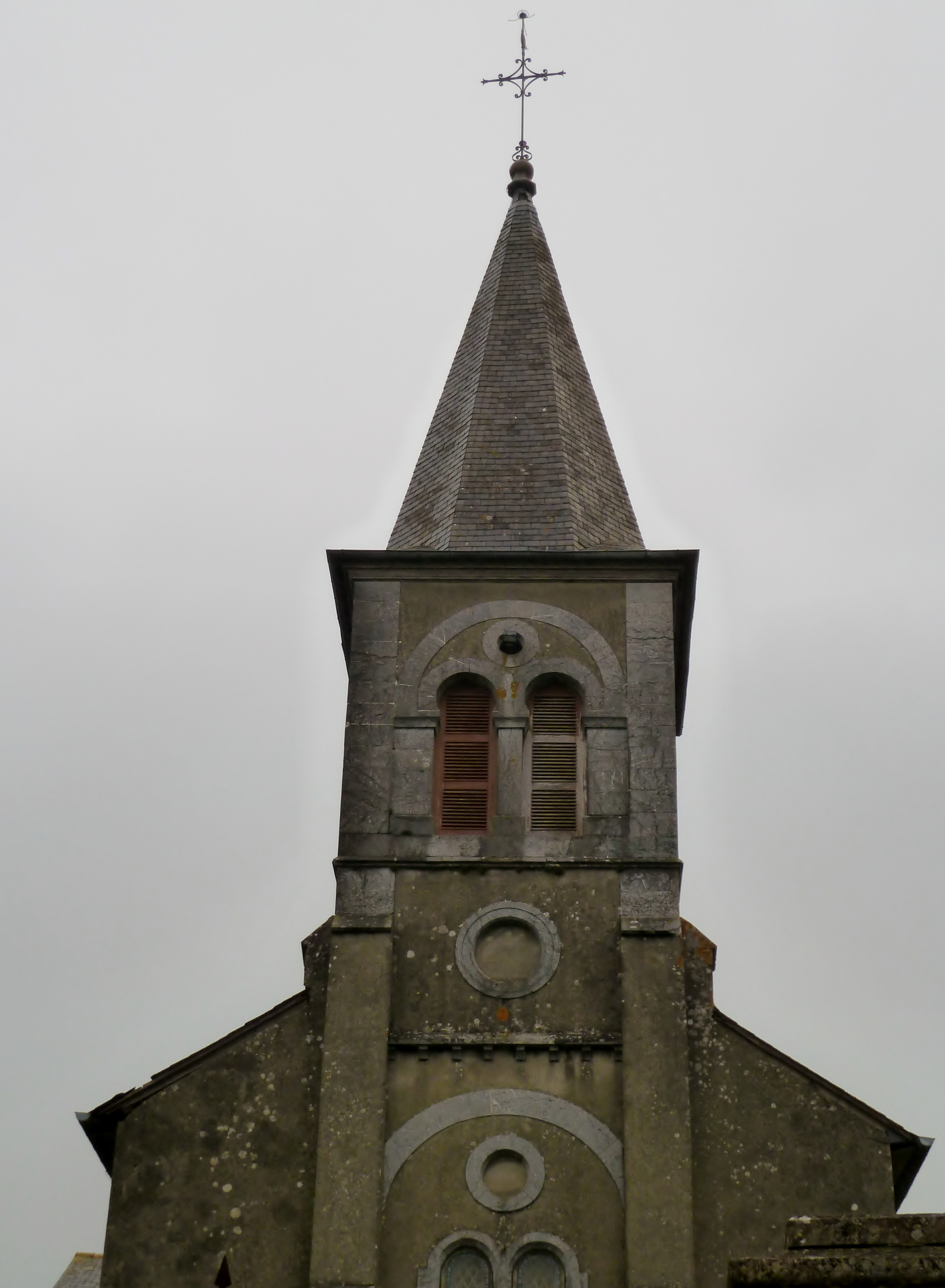
Le clocher de l'église
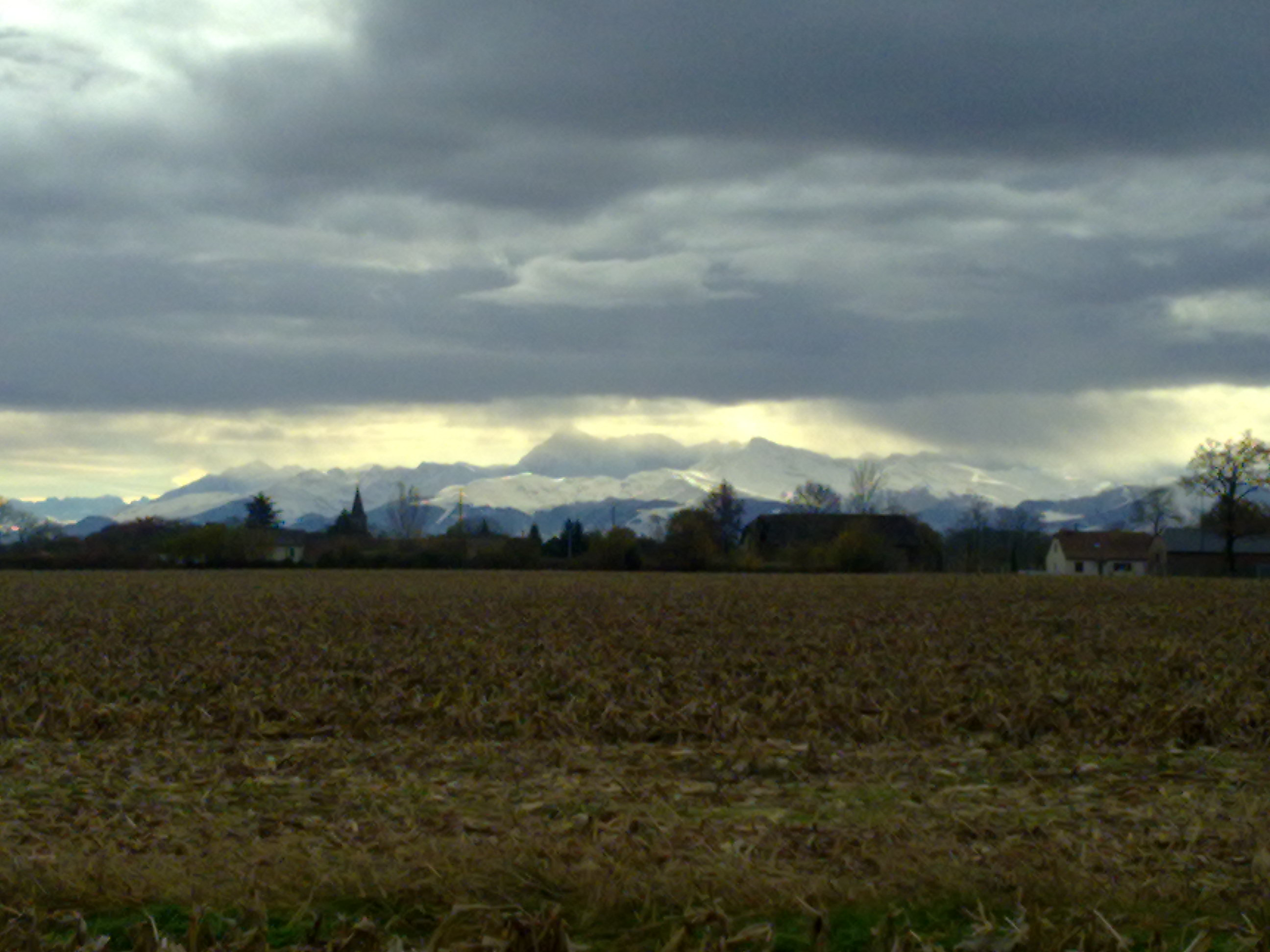
Vue des Pyrénées et du centre du village de la commune Espéchède.

### Activité culturelle
La commune s'illustre d'une troupe de théâtre, nommée Los (Les) Perulhons, de laquelle le siège s'enregistre à la mairie, en qualité d'une association loi de 1901.

### Patrimoine civil
Espéchède présente un ensemble de maisons et de fermes du XVIIIe siècle.

### Patrimoine religieux
L'église Saint-Louis-Roi fut édifiée à la fin du XIXe siècle à l'emplacement de l'église Saint-Germain, détruite vers 1872. Elle recèle du mobilier, un tableau et des objets inscrits à l'inventaire général du patrimoine culturel.

## Personnalités liées à la commune
1 er adjoint Thierry Lansaman